# 茶臼塚古墳 (柏原市)
茶臼塚古墳（ちゃうすづかこふん）は、大阪府柏原市国分にある古墳。形状は長方形墳。史跡指定はされていない。出土品は柏原市指定有形文化財に指定されている。
松岳山古墳（国の史跡）の西側にほとんど接して位置する。1985年に地元住民が石室を発見し、その直後に発掘調査が行われている。碧玉製の腕飾類多数と三角縁神獣鏡などの遺物が出土している。

## 概要
1984年12月、当古墳の所在地（果樹園）の所有者が貯水槽設置工事中に主体部の石室を発掘、銅鏡や石製品などの遺物多数を発見した。柏原市教育委員会が発見直後に緊急の調査を石室部分などで行い、翌年に墳形、規模、構造などを確認するための発掘調査を行なっている。墳形は当初、測量調査により直径20メートルの円墳と推定されていたが、墳丘の部分的な発掘調査により、長方形墳と考えられるようになっている。

### 内部構造
石室は安山岩板石を小口積みにした竪穴式石室である。規模は全長620センチ、幅100センチ、高さ170センチを測る。石室南半は大部分崩落し、東壁上半部分も崩落しているが西壁、北壁の保存状態は良い。木棺を置いた粘土床が検出されているが木棺材の遺存は見られなかった。

### 墳丘構造
墳丘は盛土の上を石室構造と同じ安山岩板石で覆っており、基檀積石塚を思わせる構造である。表面を覆う板石（30センチ×20センチ×5センチ前後）は石室と同じく小口積みにされており、その壁面は地表面に対してほぼ垂直の構造であった。調査は4か所の部分的な調査区で行われたため、墳丘はその一部を調査しただけであるが、墳形は東西17メートル前後、南北22メートル前後、高さは3メートル前後を計る2段築成の長方形墳と推定されている。

### 出土遺物
竪穴式石室内の副葬品は三角縁神獣鏡1面、四獣鏡1面、碧玉製の鍬形石6点、車輪石8点、石釧41点、小刀2本、鉄斧１本、鎌1本、やりがんな2本、などである。碧玉製の腕飾類は総数55個体におよび、小規模古墳からの出土量としては稀有な例である。出土品は柏原市の有形文化財に指定され、柏原市立歴史資料館に保管されている。

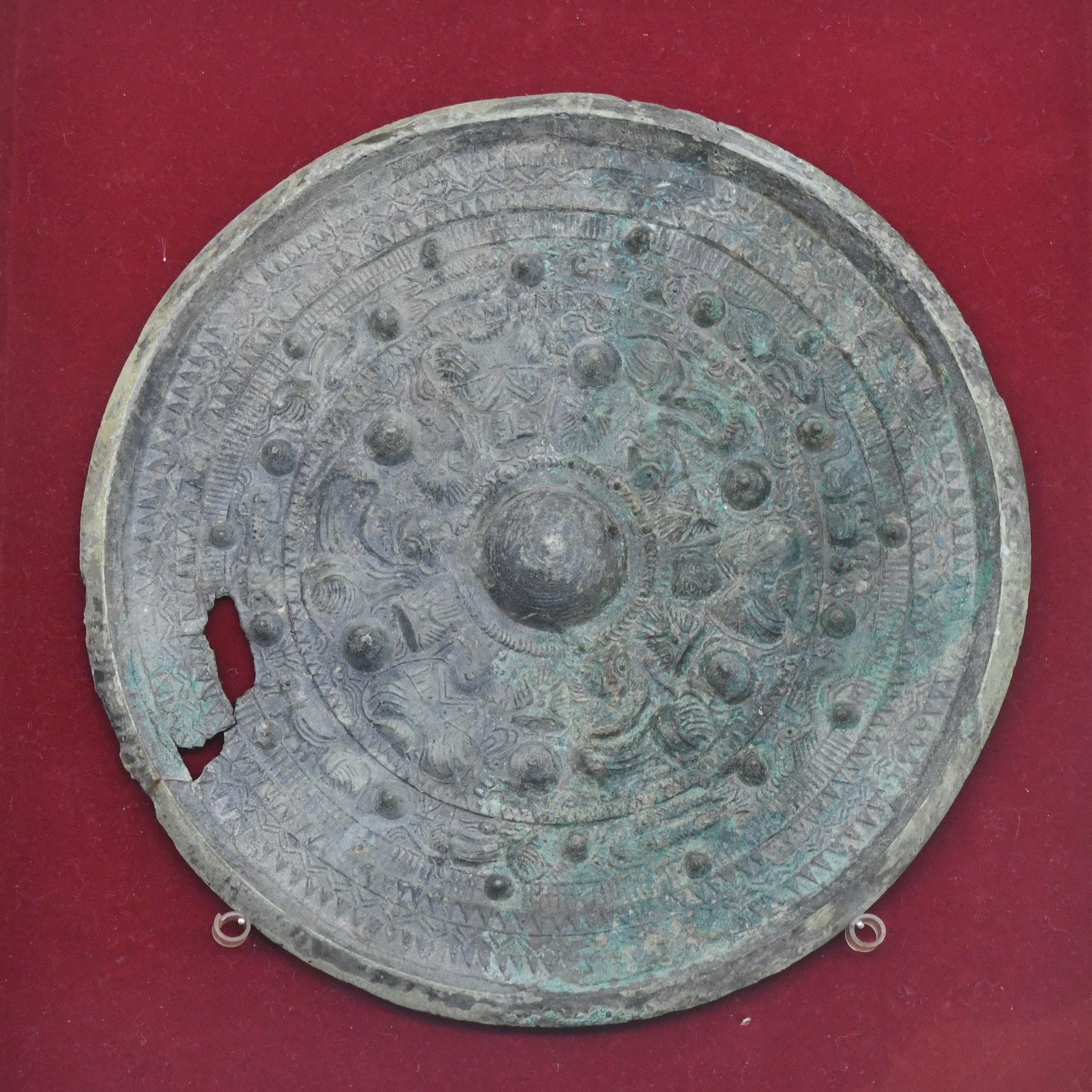
三角縁神獣鏡 柏原市立歴史資料館展示（他画像も同様）。
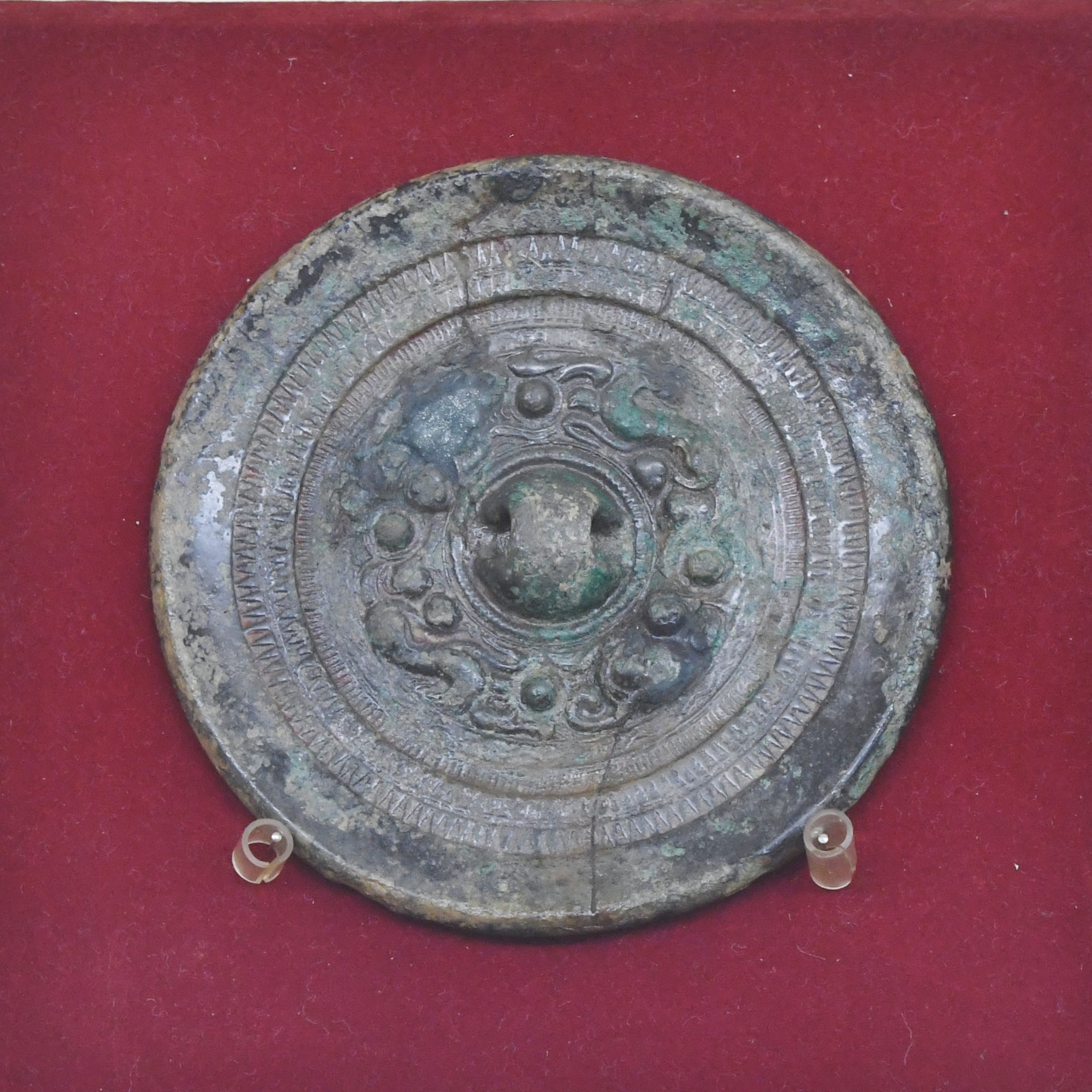
四獣鏡
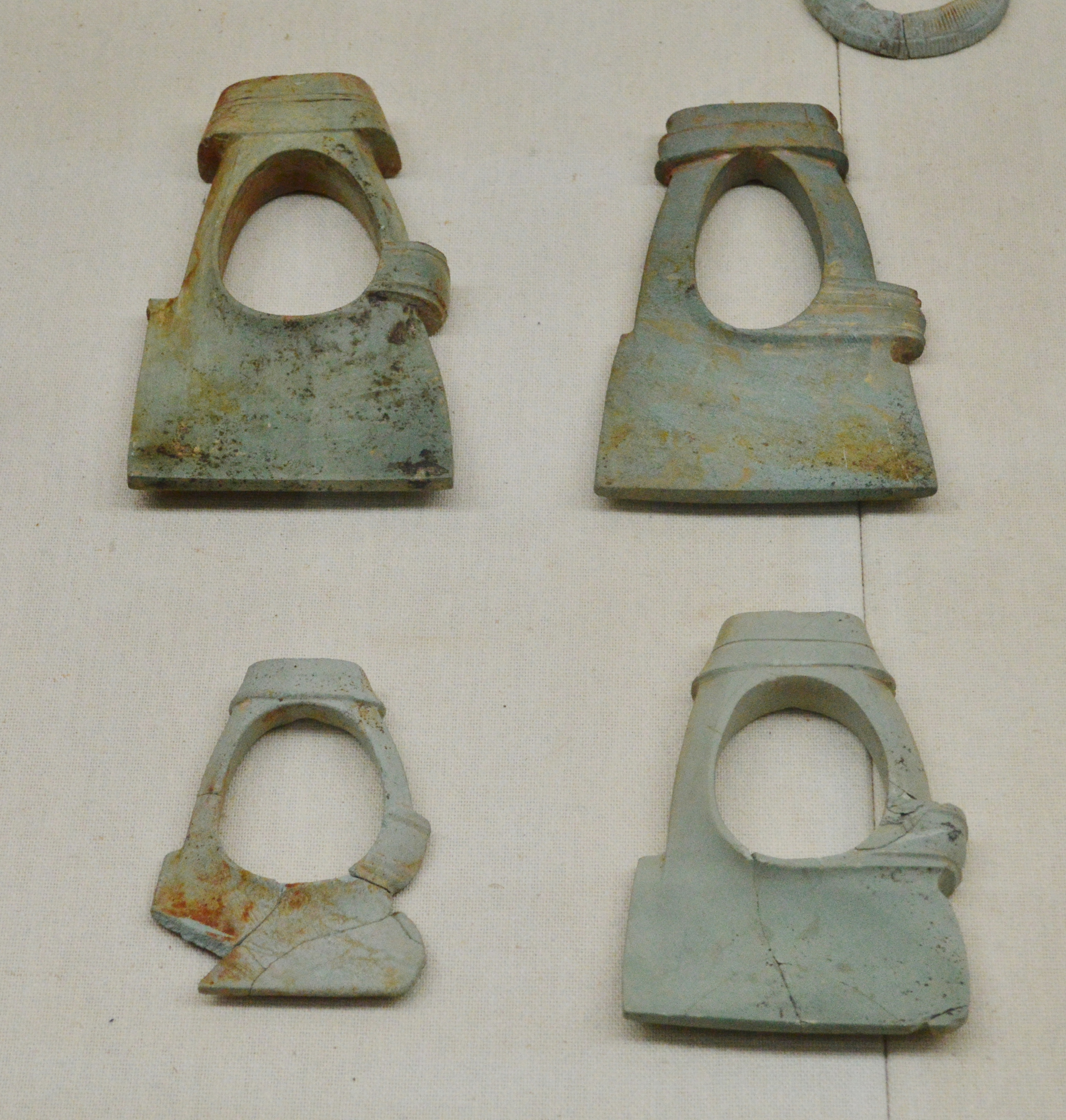
碧玉製腕飾り（鍬形石）
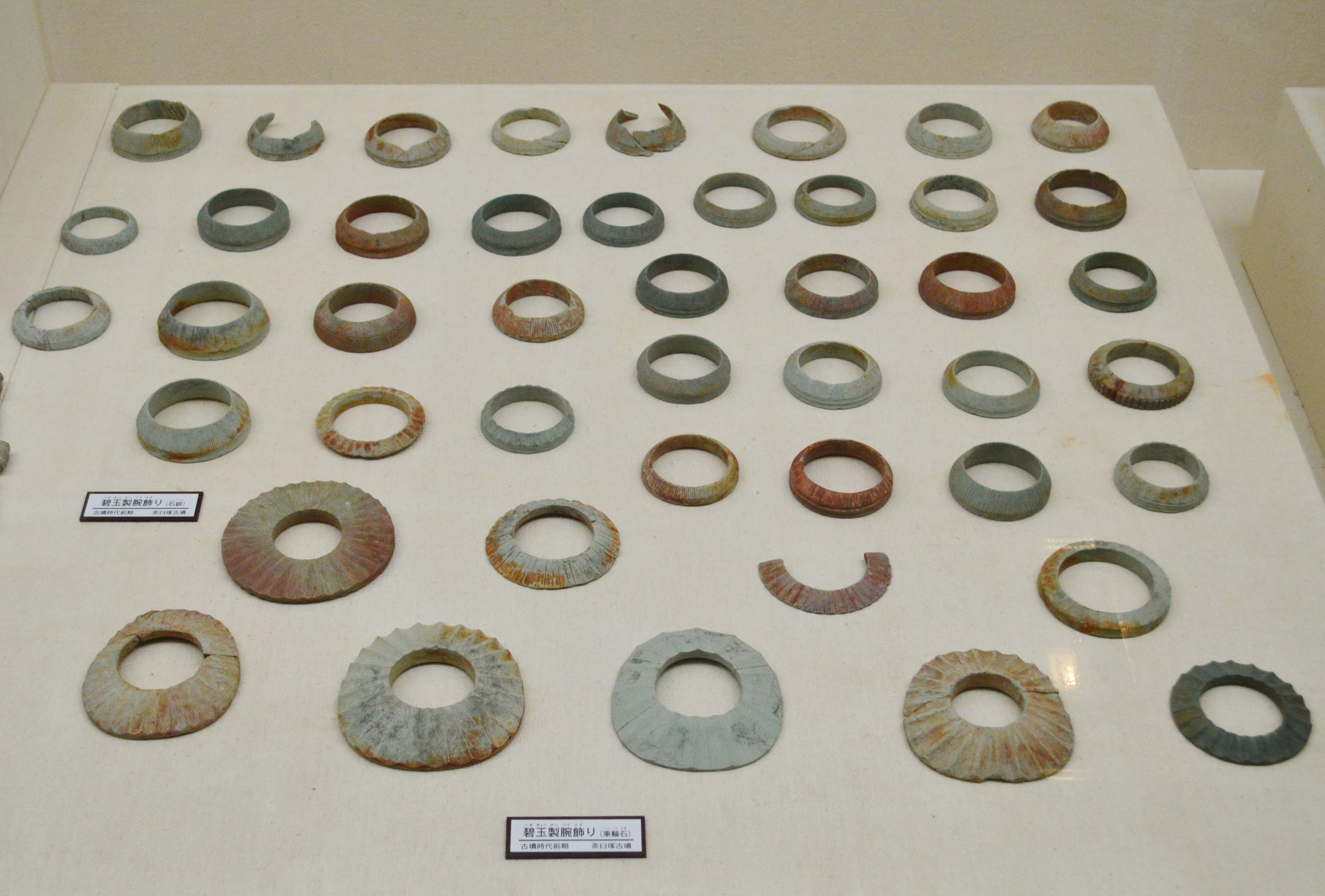
碧玉製腕飾り（石釧・車輪石）
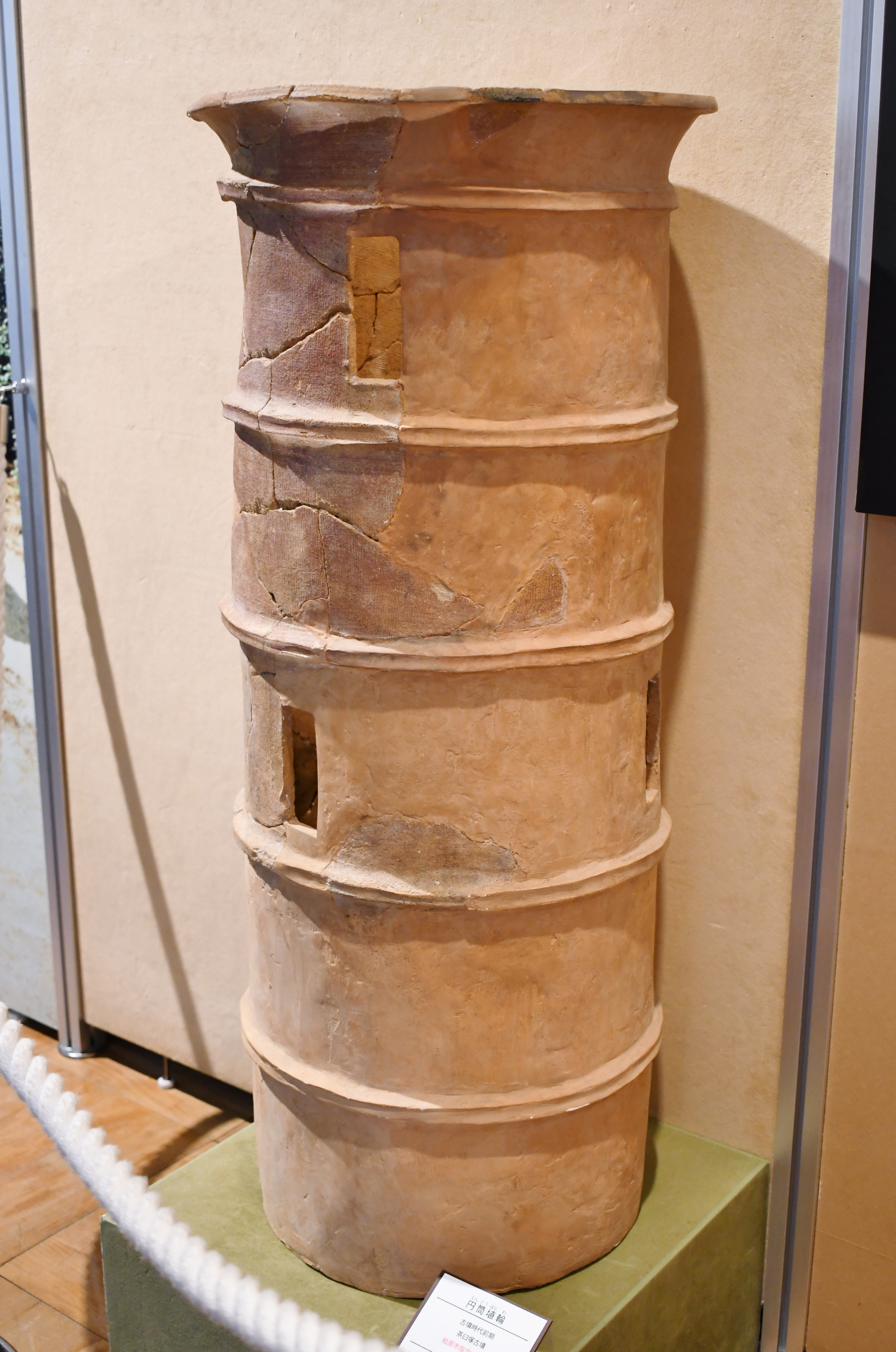
円筒埴輪

## 被葬者像
不時の発見にともなう調査であり、本来の遺物がすべて確認されたかどうか不明な部分もあるが状況から見て失われたものはあったとしてもごく僅かと判断される。茶臼塚古墳の遺物に本来、武器、武具類があったとしても極めて限られたものであったと想定できる。石製腕飾類を中心とする副葬品の性格から見て、被葬者は呪術、宗教的権能を保持した人物が考えられる。また当古墳とほぼ、同時期と考えられる松岳山古墳にほとんど接するように構築されていることから、松岳山古墳の石棺に葬られた首長の首長権を補完する役割を担った人物でもあったことが想定されている。

## 文化財

### 柏原市指定文化財
- 有形文化財
  - 茶臼塚古墳出土品（考古資料） - 明細は以下。柏原市立歴史資料館保管。2008年（平成20年）8月21日指定[4]。
    - 三角縁神獣鏡 1点
    - 四獣鏡 1点
    - 鍬形石 6点
    - 車輪石 8点
    - 石釧 41点
    - 刀子 2点
    - 鉄斧 1点
    - 鎌 1点
    - 鏃 2点
    - 円筒埴輪 1点